# Сам Мендес
Сер Семјуел Александер Мендес (енгл. Samuel Alexander Mendes; Рединг, 1. август 1965) британски је позоришни и филмски режисер, продуцент
и сценариста.
Освојио је Оскара и Златни глобус за свој први играни филм Америчка лепота из 1999. године са Кевином Спејсијем и Анет Бенинг у главним улогама.
Такође, познат је по филмовима Пут без повратка са Томом Хенксом, Револуционарни пут са Кејт Винслет и Леонардом Дикапријом, као и филмовима Скајфол и Спектра из серијала о Џејмсу Бонду и 1917.

## Филмографија
| Година | Филм                     | Појављује се као | Појављује се као | Појављује се као  |
| Година | Филм                     | Режисер          | Продуцент        | Извршни продуцент |
| ------ | ------------------------ | ---------------- | ---------------- | ----------------- |
| 1999   | Америчка лепота          | Да               |                  |                   |
| 2002   | Пут без повратка         | Да               | Да               |                   |
| 2005   | Маринац                  | Да               |                  |                   |
| 2006   | Почетно питање           |                  |                  | Да                |
| 2007   | Стјуарт: Живот унатрашке |                  | Да               |                   |
| 2007   | Изгубљено у ватри        |                  | Да               |                   |
| 2007   | Ловац на змајеве         |                  | Да               |                   |
| 2008   | Револуционарни пут       | Да               | Да               |                   |
| 2009   | Савршен дом              | Да               |                  |                   |
| 2012   | Позовите бабицу          |                  | Да               |                   |
| 2012   | Ричард II                |                  | Да               |                   |
| 2012   | Хенри IV, Део први       |                  | Да               |                   |
| 2012   | Хенри IV, Део други      |                  | Да               |                   |
| 2012   | Хенри V                  |                  | Да               |                   |
| 2012   | Скајфол                  | Да               |                  |                   |
| 2015   | Спектра                  | Да               |                  |                   |
| 2019   | 1917                     | Да               | Да               |                   |